# Chey Chettha II
Chey Chettha II, Prince Ponhea Nhom, (ជ័យជេដ្ឋាទី២, 1573 - 1627) était roi du Cambodge de  1618 à 1627 sous le nom de Jaya-jettha II

## Biographie
Fils aîné du roi Barom Reachea VII  après avoir été otage au Siam entre 1594 à 1604, il monte sur le trône après l’abdication de son père.
Son règne est une période de forte réaction contre l’influence dominante sur le Cambodge du royaume d'Ayutthaya qui s’était imposé avec son père. Pour affirmer sa volonté d’indépendance et de rénovation le nouveau roi abandonne l’ancienne capitale Lovek qui avait été plusieurs fois dévastée et établit la résidence royale à Oudong.
Pour rétablir sa suzeraineté le roi de Siam fait envahir le Cambodge par une armée qui est anéantie par Chey Chettah à Bârîbour  dans la province de Kampong Chhnang située à environ 50 km du grand lac Boeung Kak. L’année suivante une autre armée est repoussée par son frère le prince Outey dans la province de Banteay Mean Chey.
C'est sous le règne de ce roi qu'en 1620 la Compagnie néerlandaise des Indes orientales initie ses relations avec le Cambodge. En 1623 les hollandais installent un comptoir sur le Mékong à Kompong-Luong un port fluvial proche d'Oudong.

## Début de l’influence vietnamienne
Pour faire pièce à l’influence siamoise Chey Chettha II qui avait épousé une princesse annamite recherche l’appui de la cour de Hué. À cette époque la dynastie Nguyễn  s’était affranchie de l’autorité des empereurs de la dynastie Lê qui résidaient dans le Tonkin.  Après avoir réduit à la vassalité le dernier reste du royaume du Champa les souverains vietnamiens étaient  désormais en contact avec les provinces khmères de Cochinchine. 
En 1623 une ambassade de Nguyễn Phúc Nguyên obtient l’autorisation officielle de fonder des établissements vietnamiens dans la province de Prey Nokôr autour de l’actuel  Hô-Chi-Minh-Ville. Les Nguyễn  obtiennent également le droit d’installer un octroi et de percevoir les taxes sur les transactions commerciales dans la province. 
Lorsque Chey Chettha meurt en 1627 toute la région comprise entre Prey Nokôr et l’ancienne frontière avec le Champa qui incluait les villes de Prey Nokôr (Saigon) et de  Kâmpéap Srêkatrey (Biên Hòa)  était colonisée « de facto » par les vietnamiens.

## Unions et postérité
Le roi avait contracté quatre unions
1) en 1605 avec la princesse vietnamienne nommé en khmer:  Ang Cuv et en vietnamien: Ngoc Van, 3e fille de Nguyễn Phúc Nguyên qui reçoit le titre de reine en 1620. 
- Princesse Ang Na Kshatriyi épouse de Barom Reachea VII

2) princesse Souk dont
- Prince Ponhea To roi (Cau Bana Tu) sous le nom de Thommo Reachea II

3) princesse Thong dont 
- prince Ponhea Nou (Cau Bana Nu) roi du Cambodge sous le nom de Ang Tong Reachea
- princesse Ang Vathi fiancée à son demi-frère To épouse en 1626 son oncle le régent Outey, exécutée en 1630

4) Une noble laotienne l'Anak Mnan Pussa
- prince Ponhea Chan (Cau Bana Cand) roi du Cambodge sous le nom de Ramathipadi Ier

## Sources
- Chroniques Royales du Cambodge de 1594 à 1677. École française d'Extrême Orient. Paris 1981  (ISBN 2855395372)
- Achille Dauphin-Meunier Histoire du Cambodge Presses universitaires de France, Paris 1968 Que sais-je ? n° 916.